# Rosa filipes
Rosa filipes är en rosväxtart som beskrevs av Alfred Rehder och E.H. Wilson. Rosa filipes ingår i släktet rosor, och familjen rosväxter. Inga underarter finns listade i Catalogue of Life.

## Bildgalleri

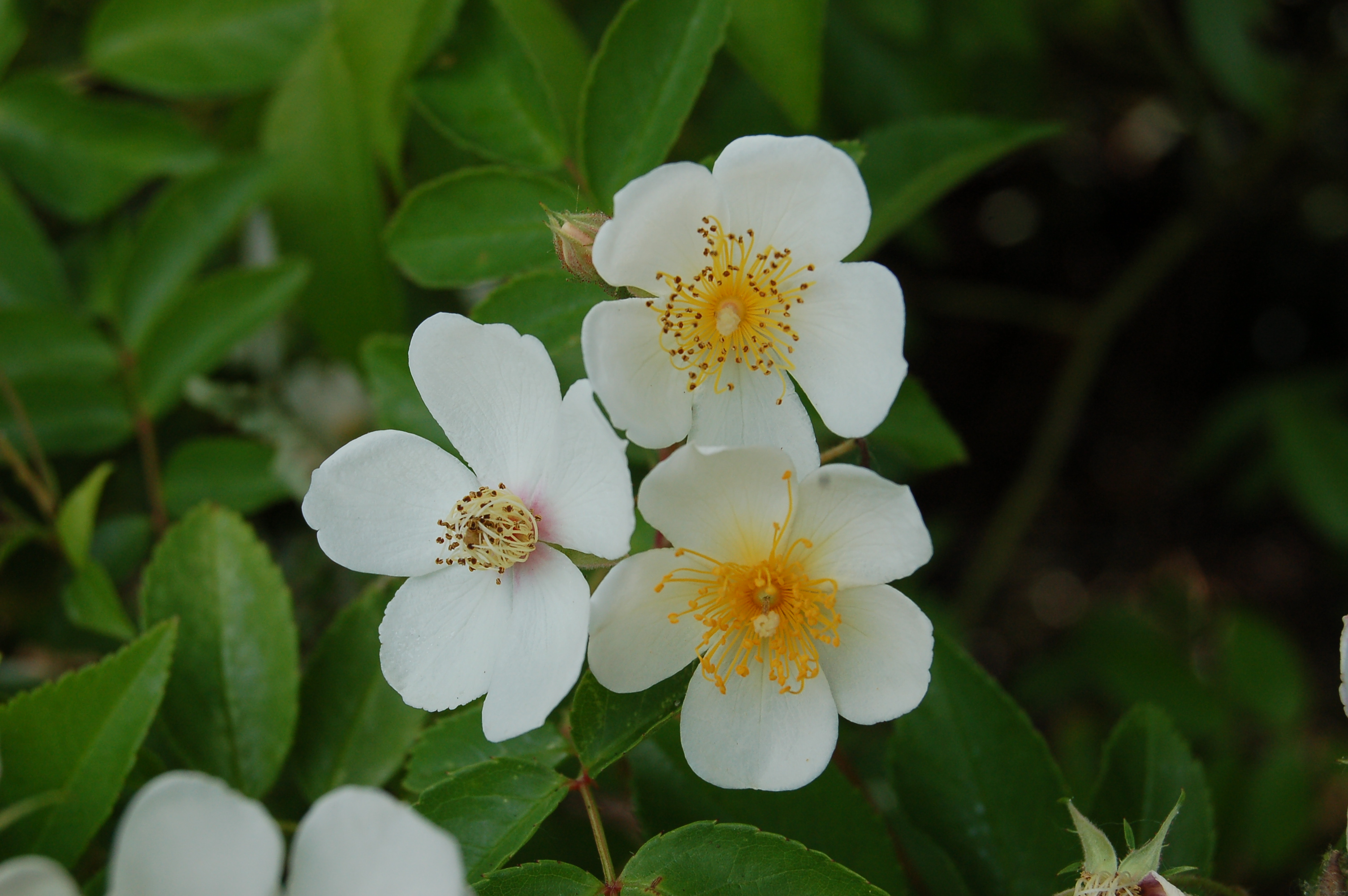
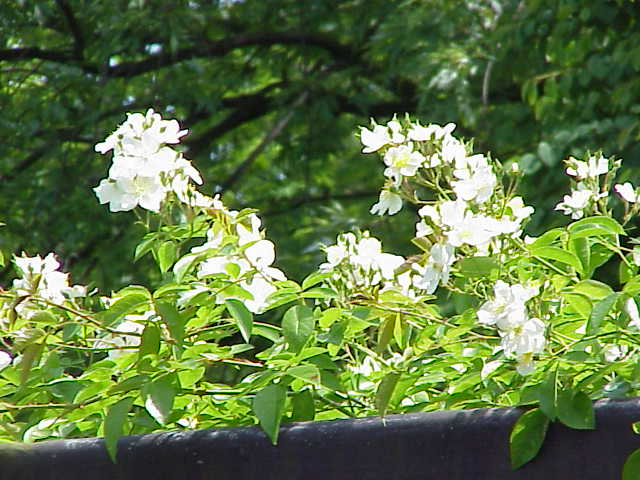